# PowerJet SaM146
PowerJet SaM146 je dvouproudový motor vyráběný firmou PowerJet – joint venture mezi společností Snecma (Safran) z Francie a NPO Saturn z Ruska. Poskytuje tah 68–80 kN (15 000–18 000 lbf) a pohání stroje Suchoj Superjet 100.
Snecma má na starosti jádro motoru, řídicí systém (FADEC), převodovky, celkovou integraci motoru a letové zkoušky. NPO Saturn je zodpovědná za nízkotlakou sekci, instalaci motoru na letoun Suchoj Superjet 100 a pozemní zkoušky.
Konstrukce motoru SaM146 je založena na motoru CFM56. Jádro bylo vyvinuto firmou Snecma a vycházelo ze zkušeností s vojenským motorem M88 a demonstračního pokusného jádra DEM21 – se šestistupňovým kompresorem a jednostupňovou vysokotlakou turbínou s aktivním ovládáním lopatek. 

## Specifikace (SaM146-1S18)

### Technické údaje
- Typ: dvouhřídelový dvouproudový motor
- Průměr: 1,22 m
- Délka: 3,59 m
- Hmotnost suchého motoru:  2 260 kg

### Součásti
- Kompresor: jeden stupeň dmychadla, 3stupňový nízkotlaký, 6stupňový vysokotlaký kompresor
- Spalovací komora: prstencová
- Turbína: 3 nízotlaké stupně a 1 stupeň vyskotlaký

### Výkony
- Maximální tah: 71,6 kN vzletový
- Celkový poměr stlačení: 28
- Obtokový poměr: 4,4:1
- Měrná spotřeba paliva: 0,629 lb/lbf-hr
- Poměr tah/hmotnost: 3,5:1